# Museu da Indústria Baleeira
O Museu da Indústria Baleeira localiza-se na freguesia e Concelho de São Roque do Pico, na Ilha do Pico, nos Açores.
Integra a Rede Regional de Museus como extensão do Museu do Pico. Destaca-se por ser o primeiro museu de arqueologia industrial aberto ao público no arquipélago.

## História
Encontra-se instalado nas dependências da antiga fábrica "Armações Reunidas Lda." da indústria baleeira, denominada "Fábrica de Vitaminas, Óleos, Farinhas e Adubos", construída em 1942 e que funcionou até 1984.

## Características

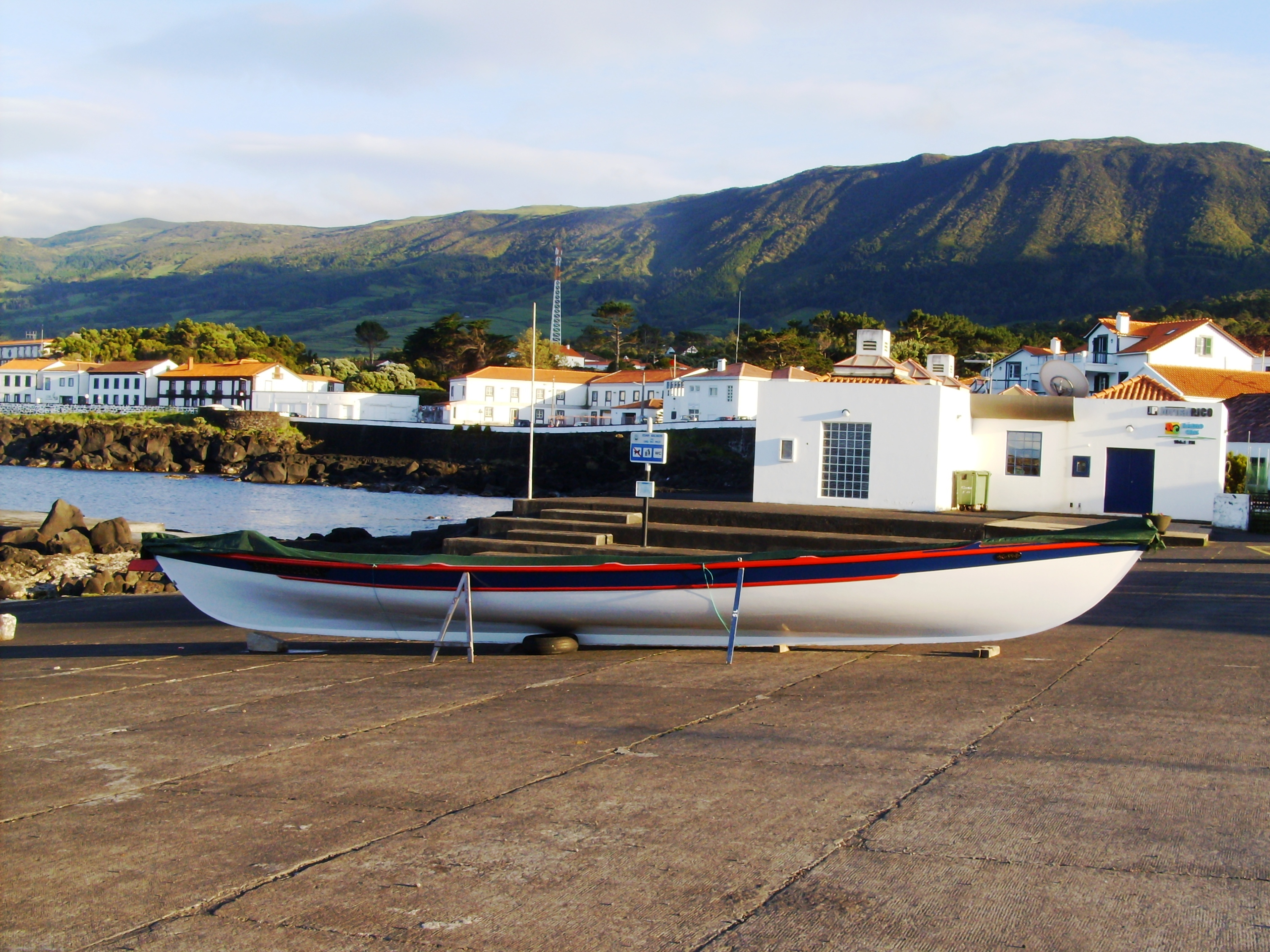
Barco baleeiro, São Roque do Pico.

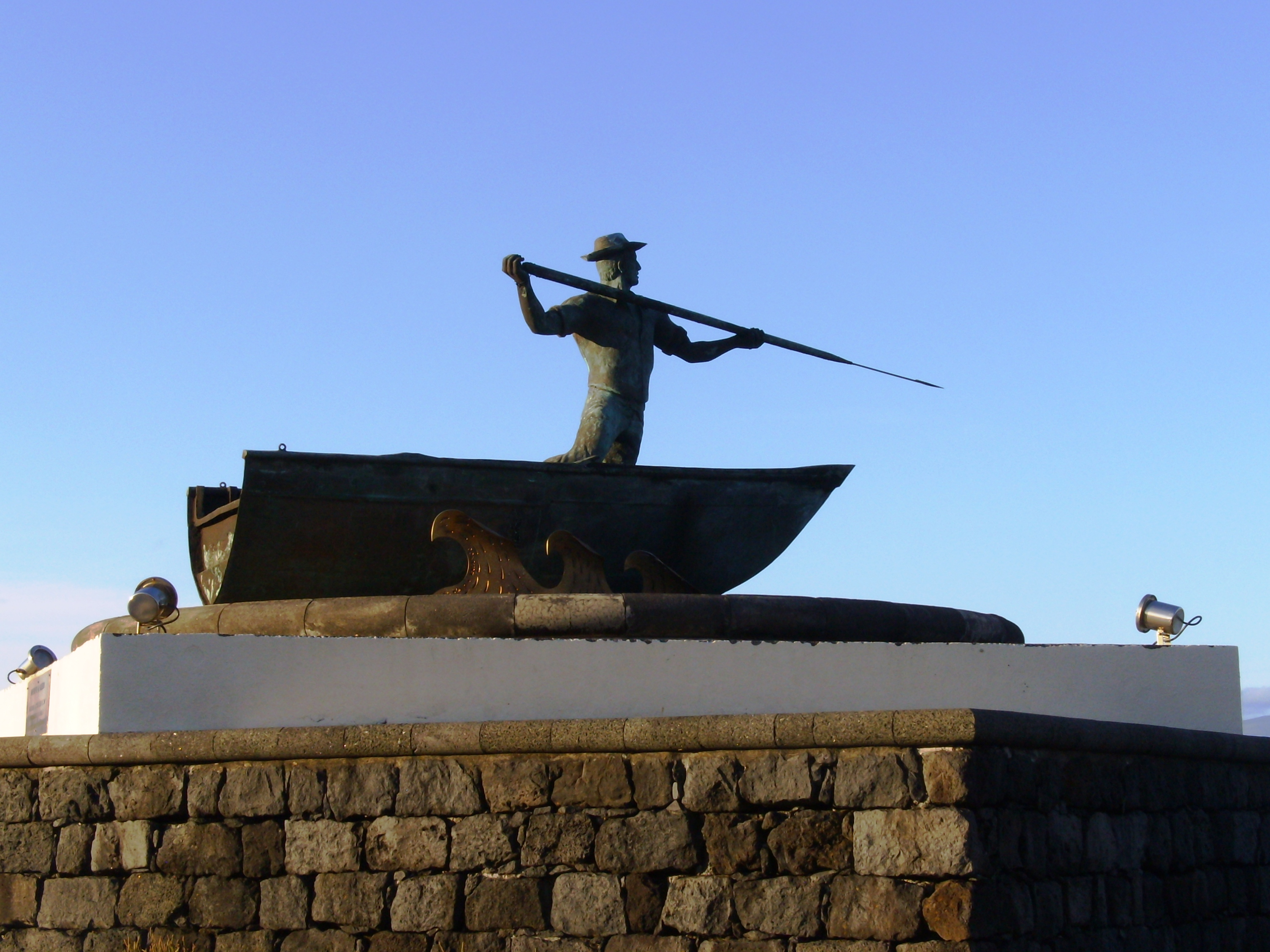
Monumento ao Baleeiro, São Roque do Pico.

O conjunto principal da antiga fábrica é formado por três corpos rectangulares, alinhados pela fachada, com cisterna acoplada. Aqui se articulavam dois sistemas produtivos, a saber: a pesca da baleia (baleação) e a produção de derivados de cetáceos e respectiva comercialização.
Esse conjunto é integrado ainda por vários edifícios anexos, tais como uma oficina de carpintaria naval, submetida recentemente a obras de prolongamento de forma a ser possível a instalação de uma serra mecânica vertical, e oficinas de tanoaria e serralharia.
Ligadas ao edifício principal, mas num corpo posterior, dotado de duas chaminés encontram-se as oficinas de ferreiro e fundidor. No alinhamento destes edifícios, junto à Estrada Regional, ergue-se o edifício onde se encontravam instaladas a administração e o laboratório da fábrica.
A fachada principal deste edifício tem quatro portões feitos em madeira, pintada de amarelo, e vários janelões. A estrutura deste edifício destaca-se pelo seu aparato no Porto de São Roque chamando de imediato a atenção a quem aqui chega de barco.
A alvenaria apresenta-se rebocada e pintada de cor branca. A cobertura é de duas águas em telha de meia-cana. Na frente da fábrica situam-se as máquinas do guincho e uma plataforma com rampa para o mar, por onde eram içados os cachalotes. Junto do edifício da fábrica situa-se uma grande chaminé em alvenaria de pedra. Está situada na Praceta dos Baleeiros, na zona do Cais.
Este museu é considerado como um dos melhores museus industriais do género, exibindo caldeiras, fornalhas, maquinaria e outros apetrechos usados no aproveitamento e transformação dos cetáceos em óleo e farinha.
Frente a esta fábrica da baleia localiza-se um monumento em homenagem ao baleeiro.